# You Me at Six
You Me at Six (conhecido também como "youmeatsix", "YMAS", "YMA6") é uma banda britânica de pop punk formada em 2004. A banda já foi indicada duas vezes para melhor banda britânica em 2008 e 2009 pela Kerrang! Awards, perdendo ambas as vezes para a banda de metalcore Bullet for My Valentine. O YMAS teve sua ascensão em 2007 com o lançamento do primeiro álbum, "Take Of Your Colours".

## História
Depois de formada em 2004, a banda ficou desconhecida por apenas dois anos. Com algumas músicas escritas, viajaram pelo país fazendo shows e divulgando seu trabalho. Quando começaram a ganhar um pouco de popularidade no local, gravaram um EPs no mesmo ano, chamado "We Know What It Means to Be Alone". Depois disso ficaram ainda mais populares, ganhando espaço na Kerrang! com a primeira posição no ranking e um show ao lado da banda Paramore.

### Take Off Your Colours (2007)
Em novembro de 2007 a banda assinou um contrato com a Slam Dunk Records, uma gravadora independente do Reino Unido. Durante março e maio de 2008, alguns shows foram adiados para a gravação do primeiro CD, que seria posteriormente nomeado de "Take Off Your Colours". Ao término das gravações, foi lançado em 6 de outubro de 2008. O álbum ficou em 25º lugar na UK Albums Chart, e para divulgá-lo, anunciaram um tour que começaria dia 15 de outubro. O sucesso do CD foi tanto que em julho de 2009 foi regravado para um edição de luxo, contendo cinco faixas novas e videoclipes para os singles "Finders Keepers" e "Kiss and Tell".

### Hold Me Down (2010)
Após vários tours e shows, o vocalista Josh anunciou pelo Twitter em novembro de 2009 que o novo CD estava completo, e que iria ser lançado no início de 2010. Eles anunciaram o nome do CD, "Hold Me Down", no site AbsolutePunk. Foi gravado pela Virgin Records, e lançado oficialmente em 11 de janeiro, e o primeiro single desse álbum, "The Consequence", foi disponibilizado para download no site oficial da banda. Esse álbum ficou em quinto lugar na UK Albums Chart, superando a posição em que o primeiro álbum atingira. O single "Underdog" foi relançado como EP em 28 de janeiro. Esse EP incluia também uma versão acústica dessa música.
Em fevereiro, a banda anunciou uma série de shows e festivais, sendo um deles o Warped Tour 2010, o festival australiano SoundWave, o Manchester Apollo Concert que teve seus ingressos esgotados, e estão ajudando mais uma vez o Paramore na sua turnê atual.

## Integrantes
- Josh Franceschi – Vocal (2004–atualmente)
- Max Helyer – Guitarra base, vocal de apoio (2004–atualmente)
- Chris Miller – Guitarra solo (2004–atualmente)
- Matt Barnes – Baixo (2004–atualmente)
- Dan Flint – bateria (2006–atualmente)

### Ex-Integrantes
- Joe Phillips - bateria (2004-2006)

## Discografia

### Álbuns de estúdio
- 2008 - Take Off Your Colours
- 2010 - Hold Me Down
- 2011 - Sinners Never Sleep
- 2014 - Cavalier Youth
- 2017 - Night People
- 2018 - VI
- 2021 - SUCKAPUNCH
- 2023 - Truth Decay

### EPs
- 2007 - "We Know What It Means to Be Alone"
- 2009 - Kiss And Tell EP
- 2010 - Underdog EP
- 2011 - Loverboy EP

## Videografia
- "Save It for the Bedroom" - 2007
- "If I Were in Your Shoes" -2008
- "Gossip" - 2008
- "Jealous Minds Think Alike" - 2008
- "Save It for the Bedroom" (re-relançamento) - 2009
- "Finders Keepers" - 2009
- "Kiss and Tell" - 2009
- "The Consequence" - 2010
- "Underdog" - 2010
- "Liquid Confidence" - 2010
- "Loverboy"-2011
- "Bite My Tongue"-2011
- No One Does It Better- 2012
- Reckless- 2012
- Lived A Lie - 2013
- Fresh Start Fever - 2013
- Room To Breathe - 2014
- Cold Night - 2014

## Prêmios
| Ano         | Categoria                                               | Resultado |
| ----------- | ------------------------------------------------------- | --------- |
| 2008 e 2009 | Best UK Band (Melhor Banda Britânica) - Kerrang! Awards | Indicado  |